# Bundesgesetzblatt des Deutschen Bundes

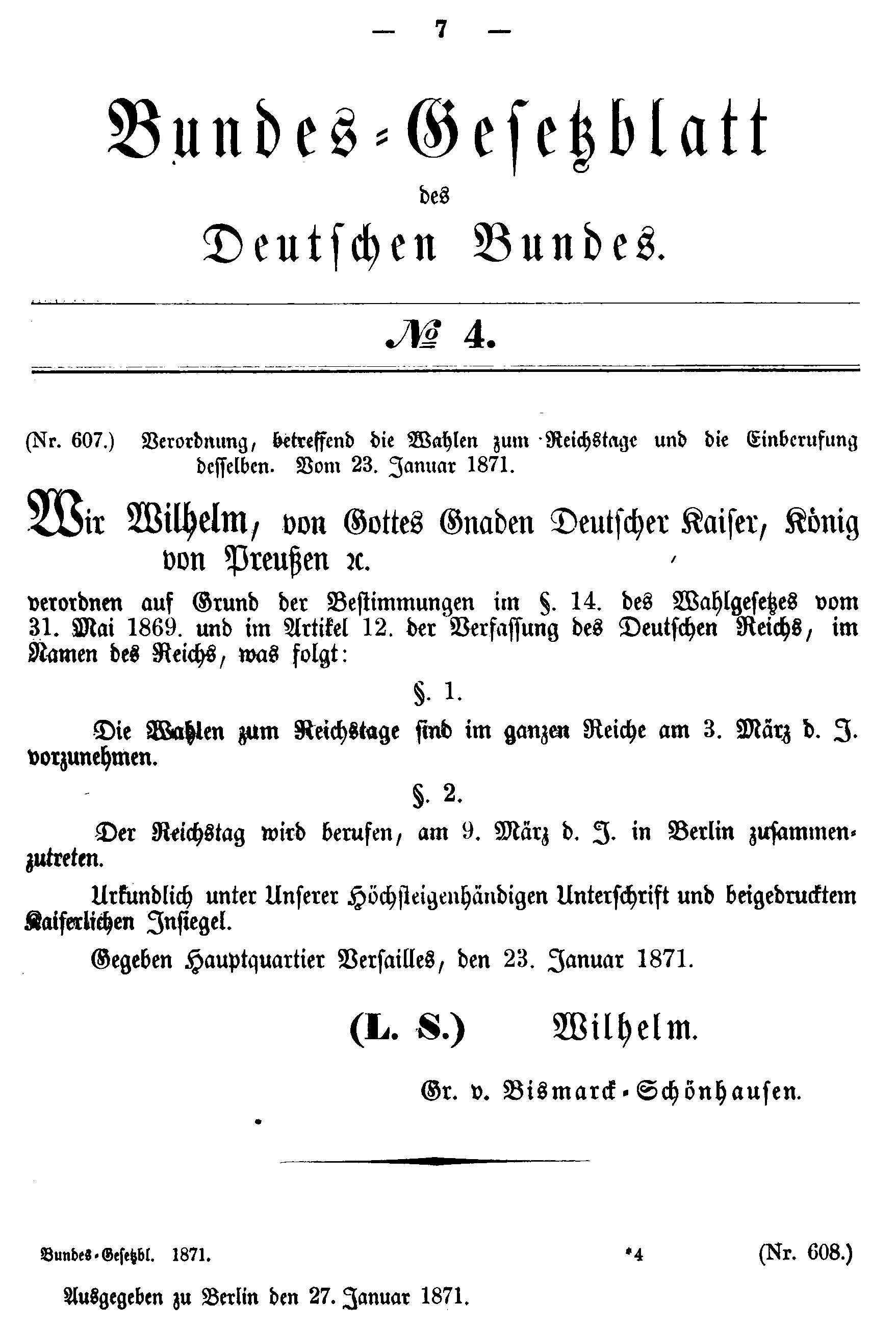
Erste Seite des Bundesgesetzblatts des Deutschen Bundes vom 27. Januar 1871
(Nr. 4 Seite 7)

Das Bundesgesetzblatt des Deutschen Bundes ist am 27. Januar 1871 aus dem Bundesgesetzblatt des Norddeutschen Bundes hervorgegangen und führt dessen Nummerierung und Seitenzählung fort.
Die letzte Ausgabe des Bundesgesetzblatts des Norddeutschen Bundes ist die Nr. 3 vom 20. Januar 1871, die letzte Seitenzahl ist 6, die letzte Veröffentlichung Nr. 606. Das Bundesgesetzblatt des Deutschen Bundes fährt fort mit der Ausgabe Nummer 4/1871 und beginnt mit der Seite 7 und der Veröffentlichung Nr. 607. Diese erste Ausgabe des Bundesgesetzblatts des Deutschen Bundes erschien am 27. Januar 1867.
Die Namensänderung war erforderlich geworden, weil am 1. Januar 1871 die „Verfassung des Deutschen Bundes“ in Kraft getreten ist. Sie gab dem Staat allerdings bereits den Namen „Deutsches Reich“. Dieser Staat ist nicht zu verwechseln mit dem Deutschen Bund von 1815–1866.
Die letzte Ausgabe war die Nr. 18/1871 vom 29. April 1871. Sie wurde am 2. Mai 1871 herausgegeben und endet mit der (leeren) Seite 94. 
Am 8. Mai 1871 wurde wegen der neuen Verfassung vom 16. April 1871, die am 4. Mai in Kraft trat, der Titel in Reichsgesetzblatt geändert und wiederum die laufende Nummerierung der Ausgaben und die Zählung der Seiten weitergeführt. Die erste Ausgabe des Reichsgesetzblatts trägt die Nummer 19 und beginnt mit der Seitenzahl 95.